# Deinococcus radiodurans
Deinococcus radiodurans – gatunek ekstremofilnej bakterii, który jest najbardziej odpornym  na promieniowanie jonizujące organizmem znanym nauce. Deinococcus radiodurans potrafi znieść ekstremalne warunki, które zabiłyby większość form życia. Organizmy tego gatunku przeżywają działanie wysokich temperatur i ekspozycję na trucizny. Są także odporne na stres oksydacyjny. Swoją odporność Deinococcus radiodurans zawdzięcza niezwykle wydajnym mechanizmom naprawy DNA, za które odpowiada gen uvrA, oraz specyficzne dla bakterii enzymy.

## Historia odkrycia
D. radiodurans został odkryty przypadkiem w roku 1956 przez A.W. Andersona pracującego wtedy w Rolniczej Stacji Eksperymentalnej Oregonu w mieście Corvallis. Naukowcy postanowili sprawdzić, czy promieniowanie gamma będzie skuteczne jako środek do sterylizacji konserw. Zapuszkowaną żywność wystawiono na działanie bomb kobaltowych. Zgodnie z powszechną wtedy wiedzą użyte dawki promieniowania jonizującego powinny zabić każdy żywy organizm. Ku zaskoczeniu badaczy część konserw się zepsuła. Teorię samoistnego powstawania życia odrzucono za czasów Pasteura, tak więc naukowcy doszli do wniosku, że jakaś forma życia przetrwała działanie promieni gamma. Dalsze badania pozwoliły na wyizolowanie bakterii, którą nazwano Deinobacter radiodurans. Późniejsze badania RNA jej rybosomów ujawniły, że mikrob jest bardziej zbliżony do przedstawicieli rodzaju  Deinococcus, a więc nazwę zmieniono na Deinococcus radiodurans. Równocześnie odkryte bakterie z rodzaju Thermus okazały się podobne do mikroba odpornego na promieniowanie gamma, w efekcie całą grupę takich organizmów zaliczono do jednego typu  Deinococcus-Thermus.
Naukowcy nadali Deinococcus radiodurans przydomek Conan the Bacterium nawiązując do imienia bohatera serii filmów, komiksów, a zwłaszcza książek Conana Barbarzyńcy, który miał wykazywać się niezwykłą odpornością na wszelkie typy broni.

## Charakterystyka
Podczas kiedy dawka śmiertelna promieniowania wynosi dla człowieka 10 Gy, a dla Escherichia coli 60 Gy, Deinococcus radiodurans jest w stanie wytrzymać dawkę 5000 Gy. Dopiero bardzo silne napromieniowanie jednorazową dawką 15 000 Gy może zaszkodzić bakterii. Nawet po napromieniowaniu aż 37% bakterii zachowuje zdolność do namnażania.
Naukowcy poddali Deinococcus radiodurans wielu badaniom, aby przekonać się jakie warunki mogą znieść te bakterie. Bakterie okazały się przeżywać zarówno w warunkach laboratoryjnej próżni, jak i wysokich temperatur, czy zamrożenia w ciekłych gazach, a nawet po ekspozycji na stężone kwasy.
Mimo tak zaawansowanej odporności na czynniki zewnętrzne, bakteria przeważnie występuje w bogatych w tlen środowiskach o umiarkowanej temperaturze.
Na stres oksydacyjny bakteria reaguje dwutorowo: poprzez resorpcję aminokwasów z białek błony komórkowej oraz poprzez intensyfikację syntezy nukleotydów z glukozy za pośrednictwem szlaku pentozofosforanowego, m.in. za pośrednictwem specyficznej cyklicznej 2',3'-fosfodiesterazy. D. Radiodurans większość glukozy, poza okresem stresu oksydacyjnego, przeznacza na szlak glikolizy, a za pośrednictwem szlaku pentozofosforanowego – tylko 14% węglowodanów. W okresie stresu oksydacyjnego, bakteria jest w stanie także wytwarzać nanocząstki z dostępnych w podłożu metali (np. ze srebra).
Bakteria posiada nietypową ścianę komórkową, zbudowaną z czterech warstw widocznych w mikroskopie elektronowym, z czego jedna - najbardziej zewnętrzna - odpowiada za utrzymanie kształtu komórki. Warstwa ta na przekroju wykazuje prążkowanie, natomiast widziana przez mikroskop transmisyjny – heksagonalne otwory. Pozostałe trzy warstwy nie są dokładniej zbadane. W ścianie komórkowej występują także specyficzne dla rodzaju Deinococcus karotenoidy (ang. Deinoxanthin) o udowodnionych działaniach antyoksydacyjnym i zwiększającym odporność na promieniowanie jonizujące i temperaturę. Karotenoidy te współpracują przy tym ostatnim ze specyficznymi kompleksami białkowymi.
Bakteria najprawdopodobniej posiada w swojej cytoplazmie substancję, która wykazuje odporność na promieniowanie, gdyż udowodniono, że bakterie pałeczki okrężnicy zanurzone w ekstrakcie z D. Radiodurans również przeżywały wyższe dawki promieniowania.

## Aspekty ewolucyjne
Nie mniej interesujące okazały się badania dotyczące biochemicznych „sztuczek”, jakimi posługuje się bakteria, aby przetrwać najgorsze próby. Komórki Deinococcus radiodurans zawierają wiele kopii DNA. Enzymy zawarte w cytoplazmie mikroba są niezwykle wydajne i zdolne do błyskawicznej naprawy delikatnych struktur uszkodzonego kwasu deoksyrybonukleinowego. Dzięki takiej swoistej „straży” informacja genetyczna jest bezpieczna, co pozwala bakterii na rozmnażanie się w ciężkich warunkach. Michael Daly z Uniformed Services University of the Health Sciences zasugerował w swojej pracy, że Deinococcus radiodurans wykorzystuje mangan do ochrony przed uszkodzeniami powodowanymi przez promieniowanie jonizujące. Niektórzy badacze uważają, że pewne geny odpornej bakterii można dodać do genomu organizmów wyższych, aby zatrzymać proces starzenia się powodowany przez kumulowanie uszkodzeń DNA.
Mechanizmy naprawy DNA są jednak bardzo kosztowne dla bakterii, która zamiast namnażać się, poświęca większość czasu na swoiste zbrojenia chroniące ją przed czynnikami bakteriobójczymi. W takiej sytuacji daną niszę zajmą bakterie, które potrafią się szybciej namnażać, spychając Deinococcus radiodurans do środowisk zabójczych dla innych organizmów.
Przeciętnie każda istota żywa na Ziemi otrzymuje rocznie dawkę 2,4 mGy. Jej źródłem są radioizotopy zawarte w gruncie oraz promieniowanie kosmiczne. W Brazylii, niedaleko miejscowości Guarapari, gdzie znajdują się złoża promieniotwórczych skał, po roku człowiek otrzymuje dawkę 175 mGy. Można powiedzieć, że mechanizmy ochronne Deinococcus radiodurans są milion razy większe niż potrzeby wynikające z naturalnej promieniotwórczości.
Aby wyjaśnić tę zagadkę Valerie Mattimore i John R. Battista z Uniwersytetu Stanowego Luizjany zaproponowali teorię, według której  mechanizmy obronne Deinococcus radiodurans wykształciły się jako odpowiedź na stan długotrwałego odwodnienia, szczególnie związanego z działaniem związków higroskopijnych. Aby udowodnić swoją hipotezę badacze poddali bakterie działaniu czynników mutagennych. Otrzymali szczep, który był nieodporny na brak wody. Okazało się, że stracił on również odporność na promieniowanie jonizujące, podczas kiedy wyjściowe bakterie radziły sobie z oboma czynnikami.